# Вольные и Солидарные
Вольные и Солидарные (Свободные и Солидарные, пол. Wolni i Solidarni, WiS) – польская консервативная политическая партия, основанная в мае 2016 года как депутатская группа в Сейме VIII созыва.
Основателями партии стали бывшие активисты Борющейся Солидарности во главе с Корнелем Моравецким.

## История
В мае 2016 года депутат Сейма от партии Кукиз'15 Малгожата Зверцан была исключена из фракции за «кнопкодавство». В знак протеста депутат Корнель Моравецкий добровольно покинул фракцию. 18 мая Зверцан, Моравецкий и Иренеуш Зыска основали депутатскую группу «Вольные и Солидарные». Группа выразила свою поддержку правительству Беаты Шидло.
18 ноября 2016 года была зарегистрирована политическая партия «Вольные и Солидарные», лидером которой стал Корнель Моравецкий.
В 2017 году к партии присоединились несколько депутатов от партии Кукиз'15.
12 декабря 2017 года депутаты от «Вольных и Солидарных» в полном составе проголосовала против вотума недоверия правительству Матеуша Моравецкого – сына председателя партии.
На местных выборах 2018 года кандидаты от партии баллотировались по спискам партии «Право и справедливость», однако позднее, из-за разногласий, партия составила собственные списки. По результатам выборов партия ни получила ни одного места в воеводских сеймиках, однако 13 членов партии было избрано в советы гмин. Член партии Войцех Стахурский был избран войтом гмины Осек-Ясельский.
30 сентября 2019 года скончался основатель партии Корнель Моравецкий. С этого момента партия фактически прекратила какую-либо деятельность.
На парламентских выборах 2019 года партия не получила ни одного мандата.
В 2021 году лидером партии стал Ян Миллер. Его избрание подверглось критике со стороны бывших депутатов парламента от партии и активистов «Борющейся Солидарности».

## Идеология
Партия ставит основной целью «обновление польской политической системы в духе солидаризма». 
Партия выступает за судебную и медицинскую реформы, увеличение государственных расходов на науку и культуру, развитие кооперативов и малого бизнеса и уменьшение стоимости жилья.